# Inreträsket (Degerfors socken, Västerbotten)
Inreträsket är en sjö i Vindelns kommun i Västerbotten och ingår i Sävaråns huvudavrinningsområde. Sjön har en area på 0,239 kvadratkilometer och ligger 244,1 meter över havet. Inreträsket ligger i Sävarån Natura 2000-område. Sjön avvattnas av vattendraget Umsjöbäcken.

## Delavrinningsområde
Inreträsket ingår i det delavrinningsområde (714821-169898) som SMHI kallar för Mynnar i Umsjön. Medelhöjden är 283 meter över havet och ytan är 19,85 kvadratkilometer. Det finns inga avrinningsområden uppströms utan avrinningsområdet är högsta punkten. Umsjöbäcken som avvattnar avrinningsområdet har biflödesordning 2, vilket innebär att vattnet flödar genom totalt 2 vattendrag innan det når havet efter 84 kilometer. Avrinningsområdet består mestadels av skog (87 procent). Avrinningsområdet har 0,49 kvadratkilometer vattenytor vilket ger det en sjöprocent på 2,5 procent.